# Lúcio Fúrio Camilo (cônsul em 338 a.C.)
Lúcio Fúrio Camilo (em latim: Lucius Furius Camillus) foi um político da gente Fúria da República Romana, eleito cônsul por duas vezes, em 338 e 325 a.C., com Caio Mênio Públio e Décimo Júnio Bruto Esceva respectivamente.

## Primeiro consulado (338 a.C.)
Foi eleito pela primeira vez em 338 a.C. com Caio Mênio Públio. Depois que Tibério Emílio Mamercino, cônsul no ano anterior, voltou para Roma, os dois cônsules retomaram o cerco de Pedo e derrotaram os habitantes da cidade, reforçados por tiburtinos e prenestinos, numa batalha campal. Derrotada Pedo, foi conquistada a última cidade latina no Lácio que ainda estava em revolta, derrotando definitivamente os latinos e encerrando a Segunda Guerra Latina. Pela importância da vitória, os dois cônsules receberam a honra de um triunfo e no fórum foram colocadas estátuas equestres dos dois, uma rara distinção.

## Segundo consulado (325 a.C.)
Lúcio Fúrio foi eleito novamente em 325 a.C., desta vez com Décimo Júnio Bruto Esceva. No início da Segunda Guerra Samnita, Décimo Júnio ficou responsável pela campanha contra os vestinos, enquanto Lúcio Fúrio foi encarregado de enfrentar diretamente os samnitas, mas não conseguiu fazê-lo por ter ficado muito doente. Por causa disto, o Senado nomeia Lúcio Papírio Cursor como ditador.